# Stanza di Ames
La stanza di Ames è una camera dalla forma distorta in modo tale da creare un'illusione ottica di alterazione della prospettiva.

## Funzionamento
È stata inventata dall'oftalmologo americano Adelbert Ames nel 1946 su un'idea di Hermann von Helmholtz.
La stanza è costruita in modo che, vista frontalmente, appaia come una normale stanza a forma di parallelepipedo, con due pareti laterali verticali parallele, una parete di fondo, e un soffitto e un pavimento paralleli all'orizzonte.
In realtà la pianta della stanza ha forma di trapezio, le pareti sono divergenti, e il pavimento e il soffitto sono inclinati. Le inclinazioni e le proporzioni nella dimensione degli elementi posti alle diverse profondità sono calcolate tenendo conto delle regole della prospettiva.
Per effetto dell'illusione una persona in piedi in un angolo della stanza appare un gigante, mentre un'altra persona situata nell'angolo opposto sembra minuscola.
L'effetto è così realistico che una persona che cammini da un angolo all'altro sembra ingrandirsi o rimpicciolirsi.

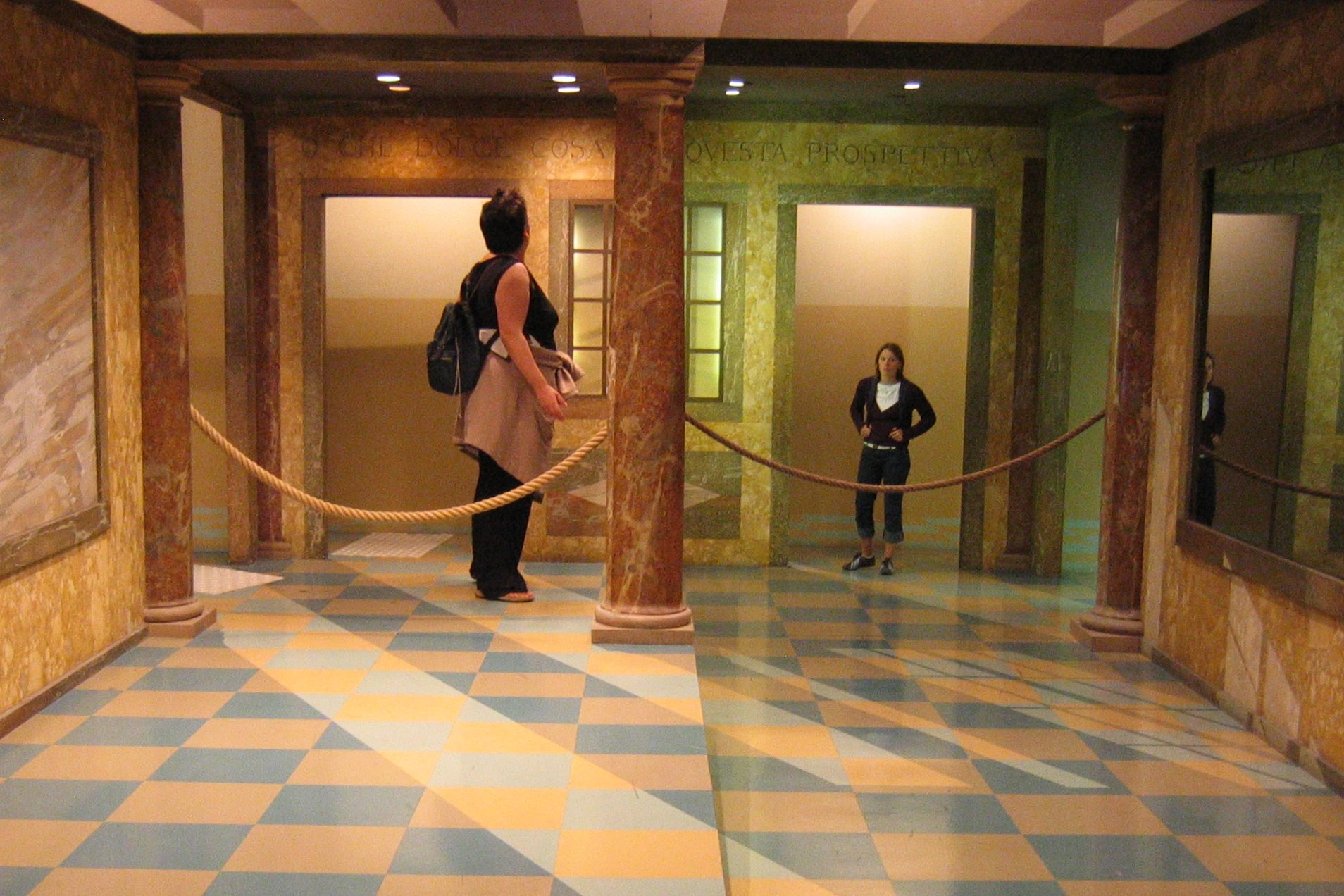
Stanza di Ames nel Parc de la Villette di Parigi

Alcuni studi hanno dimostrato che l'illusione si può avere anche senza l'utilizzo di pareti e soffitto, ma è sufficiente creare un orizzonte apparente (in realtà non orizzontale) su un appropriato sfondo. L'occhio valuta la dimensione degli oggetti in funzione del finto orizzonte.